# مهمة المتتبع المريخي 2
مهمة المتتبع المريخي 2 هو مهمة مخططة هندية لإرسال مركبة فضائية إلى مدار كوكب المريخ ستكون تلك المهمة هي الثانية لمنظمة البحوث الفضائية الهندية.من المخطط إطلاق المهمة في 2025.